# Храм Святого Георгия в Ианети
Храм Святого Георгия в Ианети — православный христианский храм в Грузии, расположенный в селе Ианети, Самтредского муниципалитета, Имеретинского региона. Храм построен в 2001—2003 годах по проекту архитектора Арчила Миндиашвили. Строителем и жертвователем (Ктитор) храма является Акакий (Како) Леквеишвили, житель того же села.

## История
Для строительства храма Святого Георгия в Ианети инициативу проявил и выделил средства строитель (Ктитор) Акакий (Како) Леквеишвили. Под храм, в центре села, был выделен земельный участок по решению и при поддержке Ианетского сельского собрания и Грузинского государственного зоолого-ветеринарного университета.
Закладка первого камня и освящение фундамента храма состоялась 19 мая 2001 года.
19 июля 2003 года преподобный Савва (епископ Хони-Самтредиинской епархии) с прибывшими священниками — преподобным Димитрием (епископом Батумско-Схалтинской епархии), преподобным Григорием (епископом Потийской и Хобийской епархии), преподобным Антонием (епископом Ванской и Багдадской епархии). и другие священники благословили храм.
После освящения храма преподобный Савва представил прихожанам настоятеля храма Иакова (Звиада Леквейшвили, 1974-2010).
21 сентября 2003 года храм Святого Георгия в Ианети посетили высокие гости — Католикос-Патриарх всея Грузии Илия II и Вселенский Патриарх Варфоломей I. Они отслужили службу в храме Святого Георгия в Ианети и благословили прихожан.
Вселенский Патриарх Варфоломей I благословил строителя (Ктитор) храма Акакия (Како) Леквеишвили и отметил его заслуги в строительстве храма награждением его церковной медалью.

## Архитектура
Проект храма Святого Георгия в Ианети бесплатно выполнил Центр архитектуры Грузинской православной церкви.
Главный архитектор — Арчила Годердзиевич Миндиашвили.
Автор проекта — Нодар Гайозович Малуташвили.
Главный конструктор — Эмзар Ясонович Кизирия.
Конструктор — Зураб Бидзинович Окрошидзе.
Ответственные инженеры-строители — Николоз (Уча) Павлович Чигладзе и Гиорги (Гия) Бондоевич Вашакидзе.
Основные работы по строительству храма выполнила бригада из села Чогнари под руководством Автандила Цхадаберидзе.
Храм построен из белого камня (известняк) карьера Хандеби, Харагаульского муниципалитета.
Храм Святого Георгия в Ианети крестово-купольная и представляет собой крест, вписанный в прямоугольник. Размеры 13,8х9,8 метра с западными воротами. Высота 18,7 метра..

## Галерея

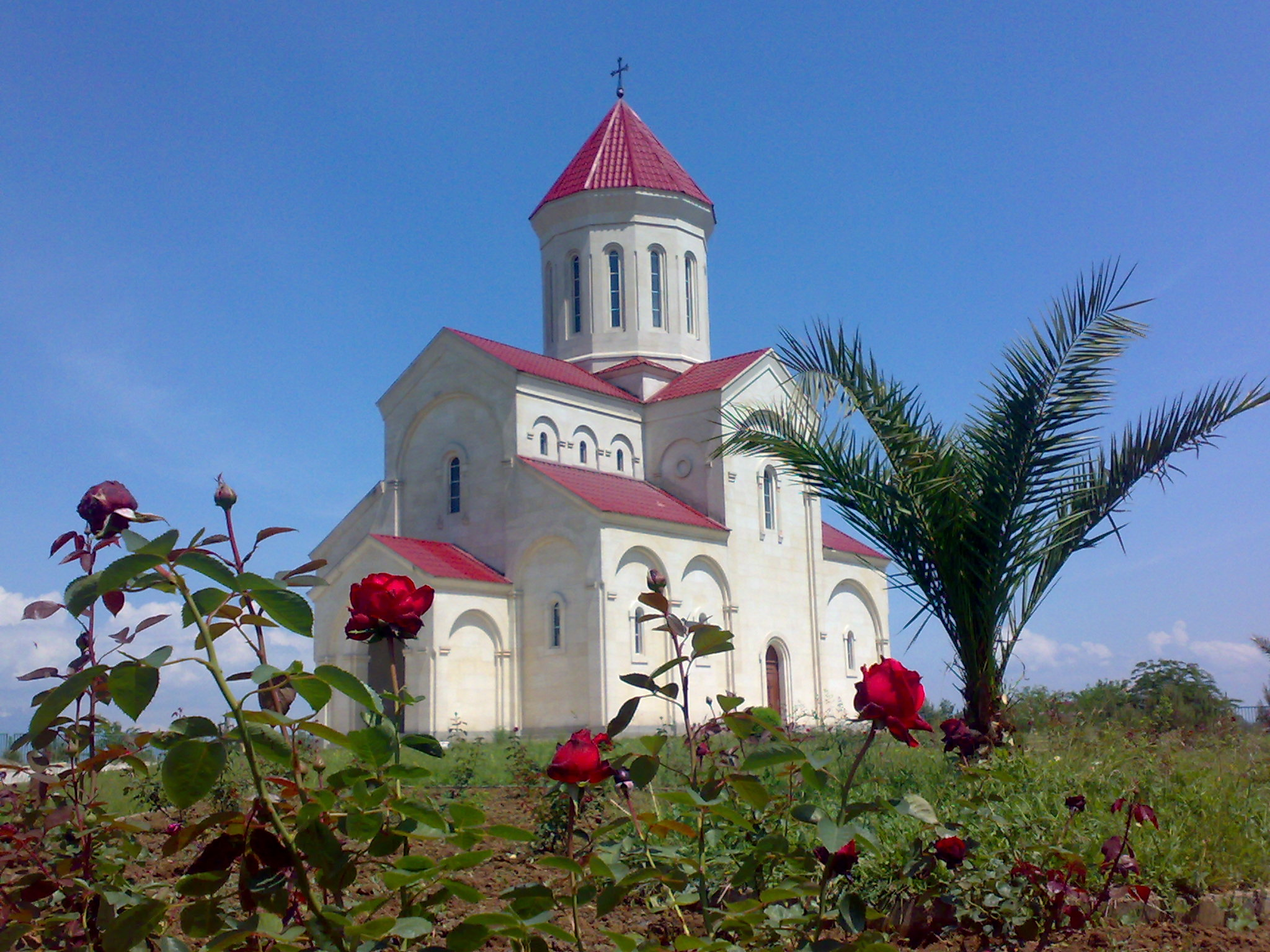
Храм Святого Георгия в Ианети
Возложение креста на храме Святого Георгия в Ианети: преподобный Димитрий, преподобный Григорий, преподобный Савва, преподобный Антоний, строитель (Ктитор) храма Акакий (Како) Леквеишвили и другие.
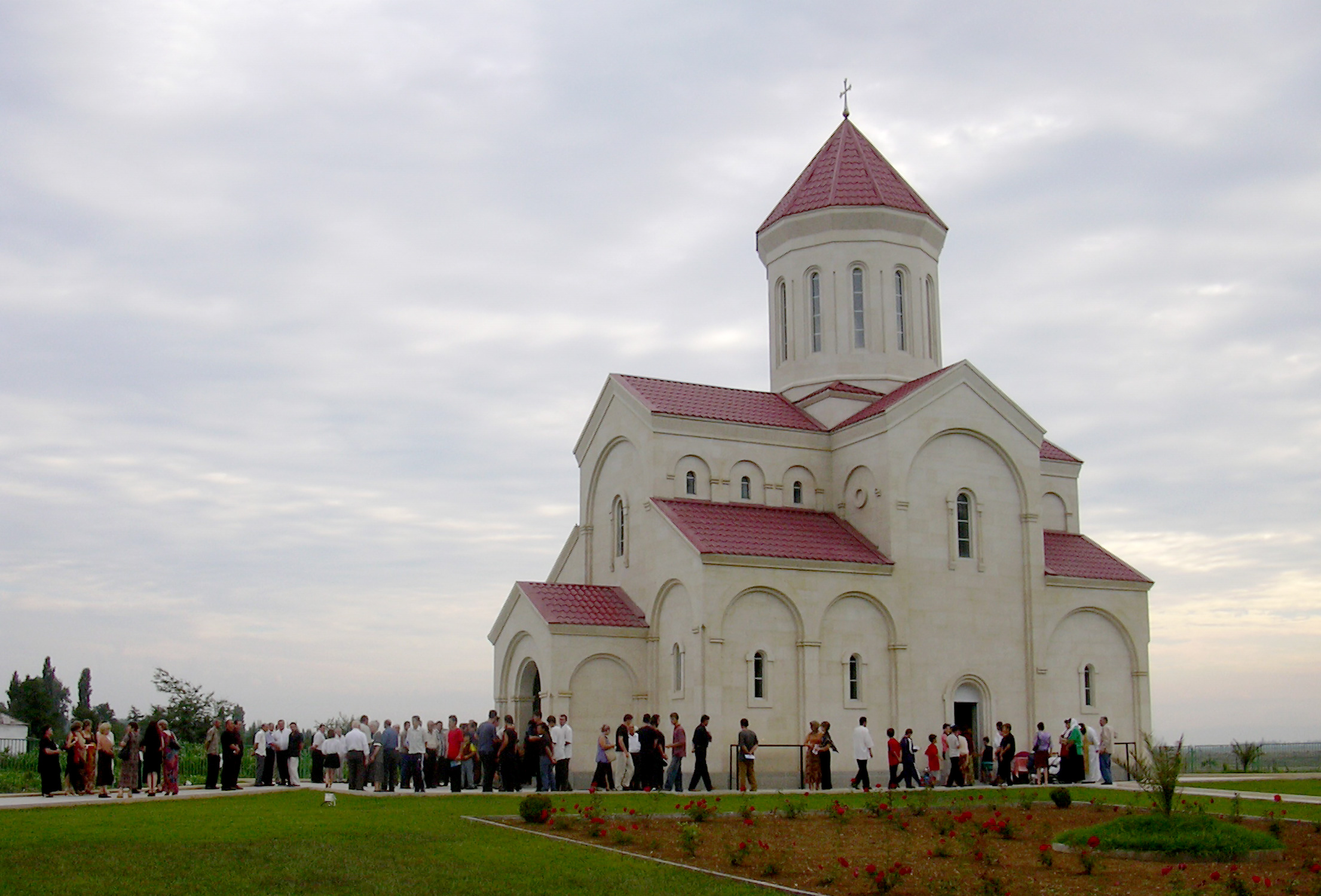
Освящение храма Святого Георгия в Ианети 19 июля 2003 г.
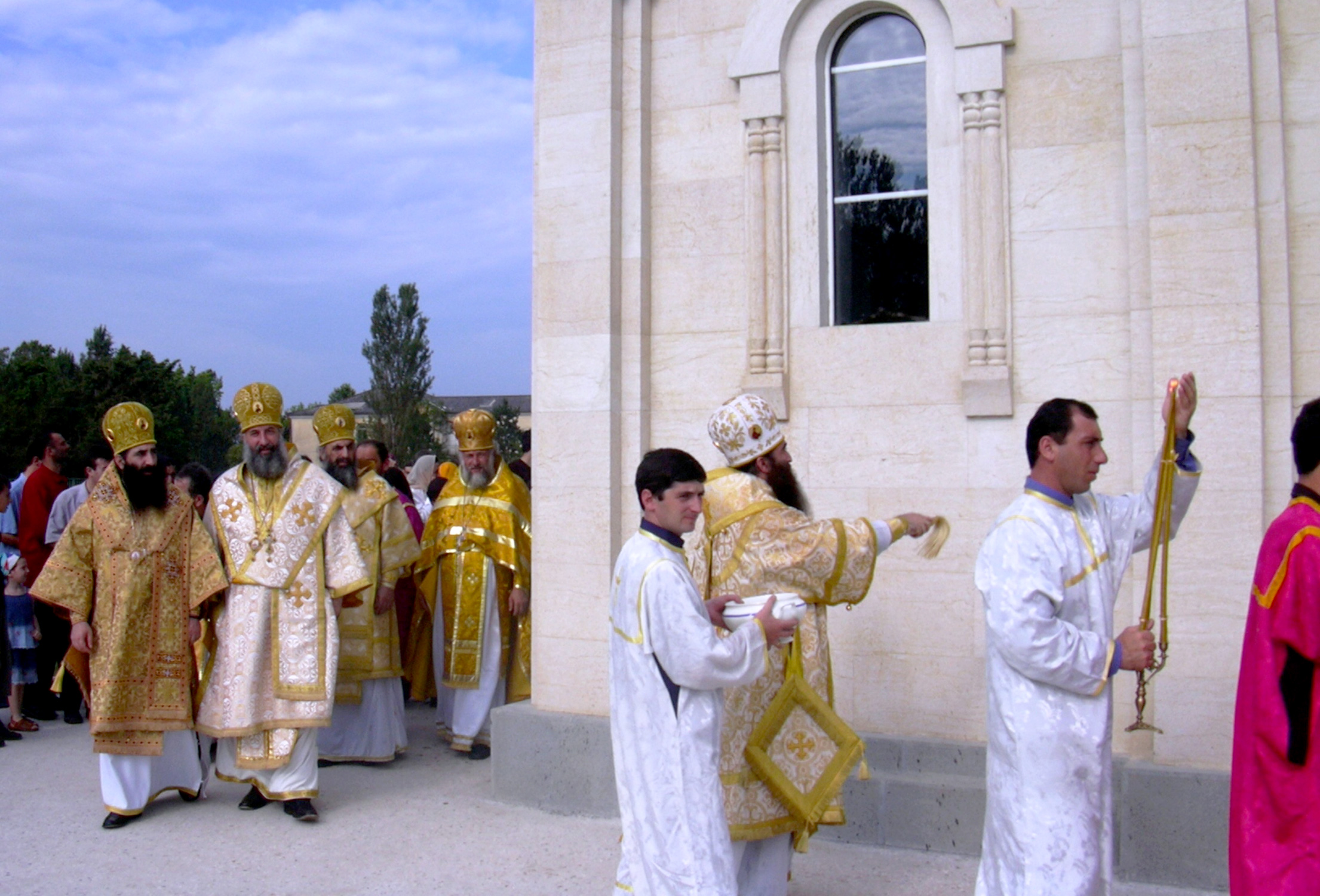
Освящение храма Святого Георгия в Ианети 19 июля 2003 г.
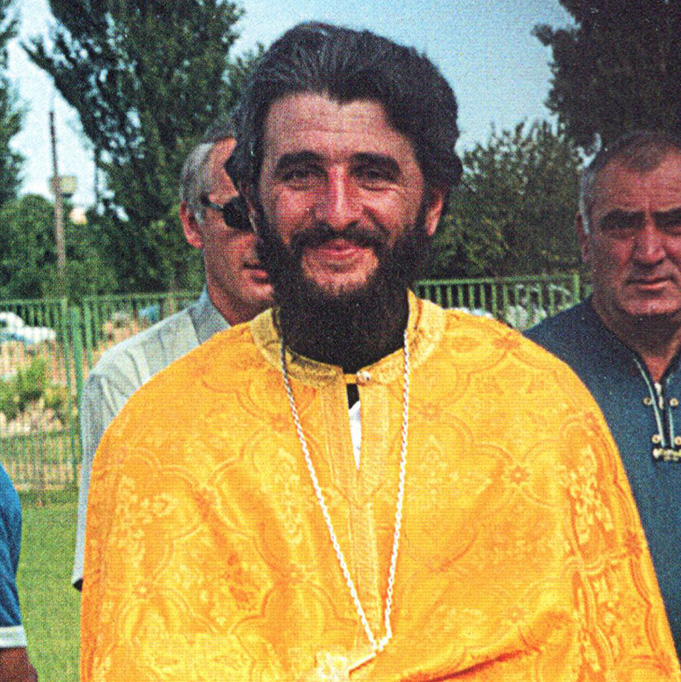
Священник храма Святого Георгия в Ианети Иаков (Звиад Леквеишвили)
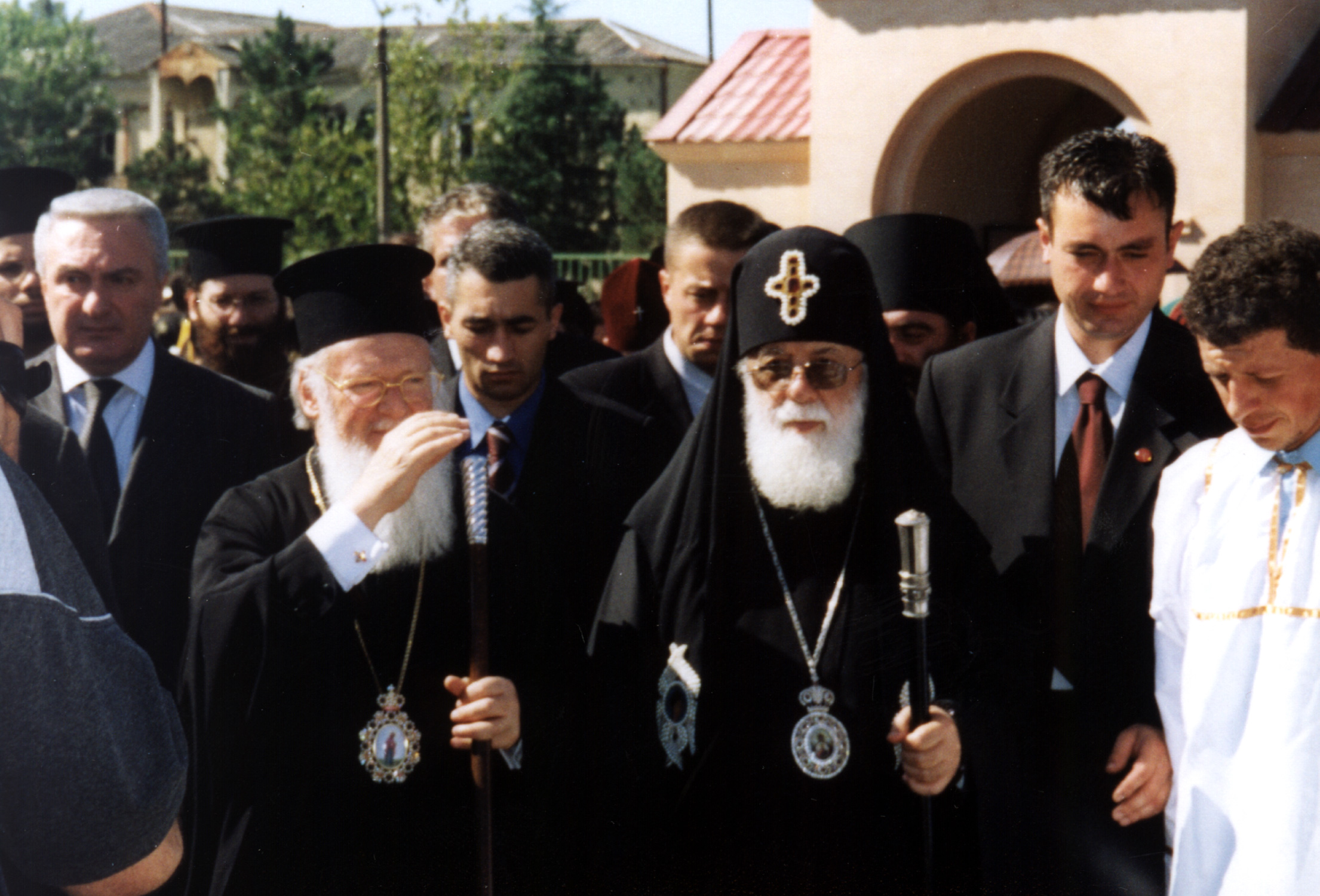
Храм Святого Георгия в Ианети — 21 сентября 2003 года — Вселенский Патриарх Варфоломей I и Католикос-Патриарх Грузии Илия II
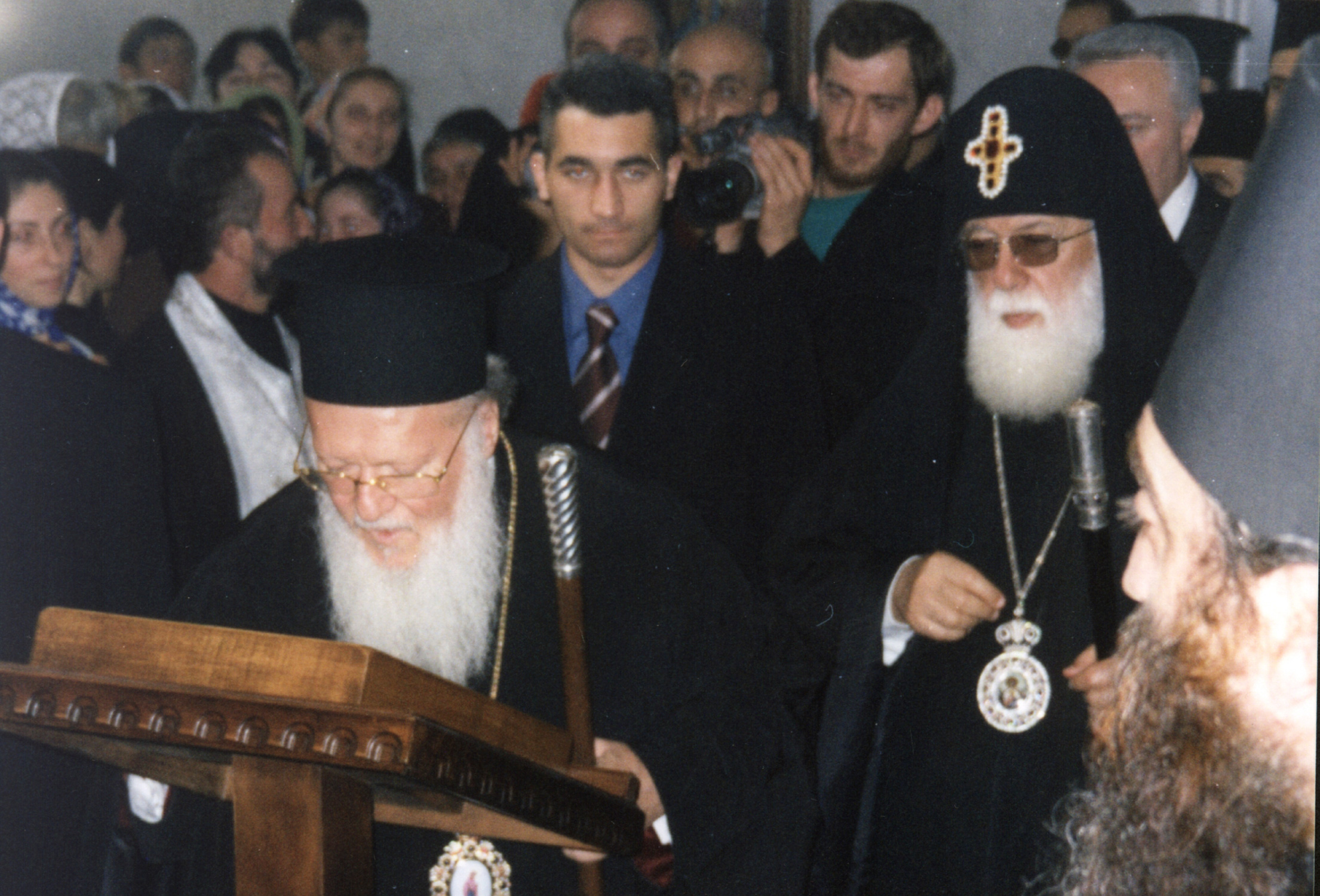
Храм Святого Георгия в Ианети — 21 сентября 2003 года — Вселенский Патриарх Варфоломей I и Католикос-Патриарх Грузии Илия II